# 섹스투스 아티우스 수부라누스
섹스투스 아티우스 수부라누스 아이밀리아누스 (Sextus Attius Suburanus Aemilianus), 흔히 줄여서 수부라누스는 로마의 에퀴테스로, 트라야누스가 로마 황제 자리를 굳건히 하는 데 도움을 주었다. 본래 갈리아 벨기카의 프로쿠라토르였던 수부라누스는 98년에 친위대라고 알려진 로마 황제 근위대의 사령관으로 임명되었고 트라야누스의 통치기 때 이 친위대를 이끌었다. 그의 공적에 대한 치하로써, 친위대 사령관 말년에, 수부라누스는 원로원 계급인 inter praetores로 선정되었고, 그 뒤에는 서기 101년에 퀸투스 아르티쿨레이우스 파이투스의 동료 집정관 (consul posterior)인 보좌집정관을 맡았다.
수부라누스에게 항상 차고 다녀야 되는 친위대 사령관의 검을 건내줄 때, 트라야누스는 칼집에서 그 칼을 뽑아 그에게 건내주고 말하였다 "만일 내가 잘 다스린다면, 이 검을 나를 위해 써라. 내가 잘못 다스린다면, 이 검을 나에게 써라."

## 생애
에퀘스로서 그의 쿠르수스 호노룸은 시리아 바알벡 (오늘날 레바논)에 놓여진 비문에서 부분적으로 알려져 있다. 수부라누스의 가장 초기 직책은 프레펙투스 파브룸이라 알려져 있다. 그 다음은 보조군 기병대 코호르스 ala Taurina의 프레펙투스이며, 타키투스는 이 부대가 서기 69년 봄 초에 이탈리카 제1군단과 같이 루구두눔에 있었다고 언급한다. 로널드 심은 이를 통해 수부라누스가 "Voltinia" 트리부누스에 속했고, 그가 "황제위 주장자 술피키우스 갈바 편에서 이탈한 나르보넨시스 유명인사 중 한 명."이었다고 추론하였다.
네 명의 황제의 해 이후 수 십 년간 수부라누스는 플라비우스 왕조에서 많은 직책들을 맡았다. 그는 고위 계급과 영향력을 지닌 인사들의 두 차례 보좌관 (adiutor)직을 수행했었다. 처음은 루키우스 유니우스 퀸투스 비비우스 크리스푸스로, 크리스푸스가 74-79년 동안 히스파니아 타라코넨시스의 총독으로 있을 때 속주의 인구 조사를 도왔다. 두 번째는 루키우스 율리우스 우르수스로, 프라이펙투스 안노나이였고 후에는 이집트의 프레펙투스였다. 그 뒤에 수부라누스는 아드 메르쿠리움 (ad Mercurium)의 프레펙투스를 맡았다. 다음에, 그는 알페스 코티아이, 페다티우스 티리우스 (Pedatius Tyrius), 감문티우스 (Gammuntius), 레폰티우스 (Lepontius) 등의 소규모 속주들의 총독이었다. 그후에 그는 유대의 프로쿠라토르를 수행했고, 트라야누스가 네르바에게 후임자로 지명된 97년에는 다시 갈리아 벨기카의 프로쿠라토르를 수행했다. 그의 갈리아 벨기카 직책은 로마 제국의 가장 큰 군사 집단 중 하나인 라인강 전선의 군단들에 대한 재정을 다뤄서 상당히 중요했다. 여기서 그는 트라야누스에게 자신의 충성심을 증명해냈고, 이에 대한 결과로, 트라야누스는 그를 친위대 사령관으로 임명한다.
그의 전임자 카스페리우스 아일리아누스는 이전 황제 네르바를 상대로 일어난 반란에 대한 책임이 있었고, 네르바가 사망한 뒤에, 반란에 관여된 카스페리우스 및 다른 인물들은 속임수를 통해 콜로니아 아그리피나에 본거지를 둔 트라야누스 앞에 불러들여졌고, 카시우스 디오의 말에 의하면, 트라야누스가 ‘이들을 소멸시켜 버렸다’고 한다. 역사가 John D. Grainger의 의견에선, 카스페리우스가 처형당한 방식은 친위대의 나머지 인원들을 "자신들의 장교들과 동료들의 처형 및 이것이 이뤄진 기만적 방식에 있어서 분명하게 분노케 하였다."라고 한다 믿지 못할 만한 인원들을 제거하는 한편 이들을 통제하고, 트라야누스에 대한 신뢰를 다시 쌓는 것이 수부라누스에게 달렸었다. 한편, 트라야누스는 수부라누스가 이 임무를 끝낼 때까지 라인강 국경에서 있었다.
심은 "플리니우스가 100년 9월에 연설을 할 때, 수부라누스가 아마 이미 원로원 의원이었고 집정관직을 맡고 있었을 것이다."라고 언급했다. 심은 수부라누스가 국가 사제단에 속했고, 이는 "그의 지위를 알려준다."라고 추가로 언급했다. 그는 104년에 마르쿠스 아시니우스 마르켈루스를 동료 집정관으로 둔, 직권집정관으로서 두 번째 집정관직이라는 대단한 영예를 누렸다. 플리니우스는 그의 문서에서 수부라누스를 두 차례 언급하며, 그가 107년만큼이나 늦게까지 살았음을 확인해주었다.

## 추가 서적
- Prosopographia Imperii Romani (PIR)2 A 1366

| 공직                                                                                 | 공직                                                                    | 공직 |
| ------------------------------------------------------------------------------------ | ----------------------------------------------------------------------- | --- |
| 이전 트라야누스 4선, 퀸투스 아르티쿨레이우스 파이투스 (직권집정관)                   | 로마 제국의 보좌집정관 서기 101년 with 퀸투스 아르티쿨레이우스 파이투스 | 이후 가이우스 세르토리우스 브로쿠스 퀸투스 세르바이우스 인노켄스, 마르쿠스 마이키우스 켈레르 (보좌집정관)         |
| 이전 (안?)니우스 멜라, 푸블리우스 칼푸르니우스 마케르 카울리우스 루푸스 (보좌집정관) | 로마 제국의 집정관 서기 104년 with 마르쿠스 아시니우스 마르켈루스       | 이후 티베리우스 율리우스 칸디우스 마리우스 켈수스, 가이우스 안티우스 아울루스 율리우스 콰드라투스 II (직권집정관) |